# Life (canción de Elvis Presley)
"Life" (Lit. "Vida") es una canción escrita por Shirl Milete, arreglada y grabada por Elvis Presley. Se trata de un tema con orientación al góspel que fue editado en formato de disco sencillo con "Only Believe" en su lado B. Ambos temas  también se incluyeron en el álbum Love Letters From Elvis. El sencillo fue lanzado al mercado para las Pascuas de 1971 y como solía suceder con los discos de Elvis que se comercializaban con la idea de conmemorar las festividades pascuenses, no tuvo un empuje comercial demasiado exitoso, aunque así y todo logró vender unas 275.000 copias en su momento.

## Grabación
Viejos hábitos por parte de los directivos de la RCA volvieron a darse en esas grabaciones y Elvis se vio condicionado a dejar registro fonográfico de algunas canciones con las que no estaba demasiado de acuerdo y ese compromiso se hizo notar en la interpretación de "Life". La grabación se llevó a cabo en el estudio B de la RCA en Nashville, Tennessee el 6 de junio de 1970.
Presley le efectuó al tema arreglos vocales y orquestales para acercarlo más al género góspel, ya que la letra tenía connotaciones o reminiscencias de la composición de la música sacra, aunque no llegaba a quedar del todo enmarcada en ese estilo. Aun así, el resultado final no terminó de cerrar favorablemente a lo que Elvis buscaba y básicamente a él mismo no le gustaba el tema.

## Listas
| Listas (1971)                     | Posición alcanzada |
| --------------------------------- | ------------------ |
| US Billboard Hot 100              | 53                 |
| US Billboard Hot Country Chart    | 34                 |
| US Billboard Easy Listening Chart | 8                  |

## Ediciones en sus diferentes formatos
- Love Letters From Elvis (1971) [5]

- Walk a Mile in My Shoes – The Essential 70’s Masters (1995) [6][5]

- Peace in the Valley (2000) [7][5]

- The Nashville Marathon (2002) – FTD [8][5]
- Today Tomorrow and Forever (2002) [9][5]
- Love Letters (2008) - FTD [5][5]
- His Songs of Praise, Volume 2 (2017) - FTD [10][5]